# Potentiel évoqué auditif
Les potentiels évoqués auditifs (PEA) sont un enregistrement de l'influx nerveux des voies auditives conduisant le son de l'oreille interne vers les aires auditives primaires du cerveau (lobe temporal). On peut les enregistrer à l'aide d'électrodes placées à des endroits précis sur le crâne, notamment sur la mastoïde et au niveau du front. L'objectif est d'analyser l'intégrité des voies auditives, et de dépister une surdité de perception pouvant être due par exemple à un neurinome ou une SEP (sclérose en plaques). Ce test est également utile dans le dépistage d'une surdité chez le nouveau-né puisqu'il ne requiert pas la participation du patient.
Les potentiels auditifs précoces sont utilisés pour enregistrer l'influx jusqu'au niveau du tronc cérébral, dans une région appelée le colliculus inférieur.

## Cas d'un test négatif des PEA
L’activité électrique générée par l’électrode est un signe d’une bonne audition. Si l'enregistrement indique une activité électrique, le test est positif.
Par contre, s’il n’y a pas d’activité, cela peut signifier soit que la cochlée ne fonctionne pas, soit qu’il existe une lésion du nerf auditif ou des aires cérébrales de l’audition.
Un deuxième test doit être réalisé dans une quinzaine de jours plus tard dans les mêmes conditions. Si les PEA sont toujours absents sur le deuxième test, d’autres examens seront nécessaires.
L'orientation vers un service d’ORL (oto-rhino-laryngologie) sera nécessaire pour des examens approfondis permettant un diagnostic précis et une prise en charge précoce.